# Welcome Adventure! Vol. 1
Welcome Adventure! Vol. 1 ist ein Jazzalbum von Daniel Carter, Matthew Shipp, William Parker und Gerald Cleaver. Die am 29. Oktober 2019 im Studio Sear Sound, New York City, entstandenen Aufnahmen erschienen am 5. Juni 2020 auf 577 Records.

## Hintergrund
Der Multiinstrumentalist Daniel Carter arbeitete seit Anfang der 1970er-Jahre mit dem Bassisten William Parker und seit Mitte der 80er Jahre mit dem Pianisten Matthew Shipp zusammen. Dieses Trio hat auf vielen Aufnahmen zusammen gespielt. Als sich Daniel Carter, William Parker und Matthew Shipp 2017 zu einem esoterischen Abend voller Diskussionen und Musik an der Tufts University trafen, entstand der Mitschnitt Seraphic Light (AUM Fidelity, 2018). Dieses dreiteilige Improvisationsprogramm galt als eines der besten freien Improvisationsalben des Jahres, notierte Karl Ackermann. Auf Welcome Adventure! Vol. 1 erweiterte sich das Trio mit dem Schlagzeuger Gerald Cleaver zu einem Quartett. Während Daniel Carter auf Seraphic Light sechs Blasinstrumente spielt, oft in klangverändernden Sequenzen, konzentriert er sich auf dem Folgealbum auf sein Hauptinstrument, das Tenorsaxophon, sowie Trompete und Flöte.
Weitere Aufnahmen der Session wurden 2022 auf Welcome Adventure! Vol. 2 veröffentlicht.

## Titelliste
- Daniel Carter / Matthew Shipp / William Parker / Gerald Cleaver: Welcome Adventure! Vol. 1 (577 Records 5837-1)[2]

1. Majestic Travel Agency 13:03
2. Scintillate 4:39
3. Ear-regularities 20:01

Die Kompositionen stammen von Daniel Carter, Matthew Shipp, William Parker und Gerald Cleaver.

## Rezeption
Diese Gruppe (ohne eigens herausgestellten Bandleader) sei schon bei ihrem Debüt im Trio-Format hervorragend gewesen und übertreffe diese hohe Messlatte bei Welcome Adventure! Vol. 1, schrieb Karl Ackermann in All About Jazz. Die Musik sei abwechselnd jubelnd, gedämpft und intelligent; das Quartett schaffe es trotz seiner langjährigen Verbundenheit, einfühlsam und ohne Formelhaftigkeit zu spielen. Shipp, Parker und Carter würden mit einer Fülle harmonischer Fähigkeiten zum Projekt kommen, die großzügig geteilt und ausgetauscht werden. Cleaver, in einer Klasse mit den besten Avantgarde-Schlagzeugern, leiste hier einen Beitrag, der nicht genug betont werden kann. Er bewege die Musik nicht nur und halte sie zusammen; er erzeuge und erschaffe sie spontan.